# 翟唐
翟唐（1464年—？），字堯佐，河南承宣布政使司大名府長垣縣（今河南省長垣縣）人，明朝政治人物，同進士出身。

## 生平
弘治十二年（1499年），登進士，授壽光縣知縣，弘治十八年（1505年）十一月召為湖廣道監察御史。正德三年（1508年）陕西巡茶，四年出任湖廣巡按，奏言請求抵禦四川賊首劉烈，并建議清楚內外弊病，言及劉瑾，為劉瑾所惡。兵部尚書王敞奉承劉瑾旨意，稱現在的弊病都已經解除，而翟唐卻這麼說，應當指出實例。恰逢劉瑾憤怒稍緩，只是嚴厲指責后寬恕。很久后，翟唐升任寧波府知府。當時，市舶司太監崔瑤擾民，被翟唐制止，并杖罰其黨羽王臣，王臣不久病死。崔瑤奏稱翟唐阻截貢獻，逮殺貢使。明武宗大怒，逮捕翟唐下詔獄。巡按御史趙春等人交章解救。給事中范洵亦稱翟唐被逮捕時，軍民攔道涕泣，請求寬恕還任。武宗不聽，貶其為雲南嵩明州知州，之後升任陝西副使，任上去世。

## 家族
曾祖翟友直；祖翟潤；父翟昇。母郗氏。具庆下。兄翟廉。